# 清見台団地
清見台団地（きよみだいだんち）は、千葉県木更津市に位置する、木更津市清見台土地区画整理組合が土地区画整理事業を行なったニュータウンである。

## 概要
木更津市で最も歴史があるニュータウンである。清見台から清見台第五の5段階で開発が実施された。

### 計画
各事業計画は以下の通りである。
|            | 清見台                 | 清見台第二             | 清見台第三             | 清見台第四             | 清見台第五             |
| ---------- | ---------------------- | ---------------------- | ---------------------- | ---------------------- | ---------------------- |
| 施工       | 清見台土地区画整理組合 | 清見台土地区画整理組合 | 清見台土地区画整理組合 | 清見台土地区画整理組合 | 清見台土地区画整理組合 |
| 事業開始   | 1963年4月5日           | 1968年4月7日           | 1970年12月18日         | 1971年3月5日           | 1973年11月2日          |
| 仮換地指定 | 1963年11月1日          | 1969年9月2日           | 1971年11月1日          | 1971年8月3日           | 1974年5月18日          |
| 換地処分   | 1970年6月26日          | 1997年7月11日          | 1999年8月27日          | 1994年4月19日          | 1978年3月31日          |
| 総事業費   | 850,000千円            | 4,908,196千円          | 10,850,000千円         | 1,530,481千円          | 282,469千円            |
| 施工面積   | 54.9ha                 | 172.7ha                | 177.7ha                | 37.3ha                 | 7.6ha                  |
| 区画       | ー                     | ー                     | ー                     | ー                     | ー                     |
| 計画人口   | 4,950人                | 17,270人               | 17,800人               | ー                     | ー                     |
| 計画戸数   | ー                     | ー                     | ー                     | ー                     | ー                     |

## 地名
- 清見台
- 清見台東
- 清見台南

## 周辺の教育機関
大学・短期大学
- 清和大学
- 清和大学短期大学部

高等学校・高等専門学校
- 木更津工業高等専門学校
- 木更津総合高等学校

中学校
- 木更津市立木更津第三中学校
- 木更津市立太田中学校
- 木更津市立清川中学校

小学校
- 木更津市立清見台小学校
- 木更津市立祇園小学校

幼稚園
- 清見台幼稚園
- 百谷学園幼稚園
- 第二みどり幼稚園

## 周辺の公共機関
警察
- 木更津警察署 清見台交番

郵便局
- 木更津清見台郵便局
- 木更津東太田郵便局

金融機関
- 千葉銀行 木更津東支店
- 千葉信用金庫 清見台支店
- 君津信用組合 ぎおん支店
- 館山信用金庫 木更津支店

公民館
- 木更津市立清見台公民館

## 交通
鉄道
団地内からは少し外れるが、JR久留里線の上総清川駅・祇園駅が利用可能である。本数が少ないため利用者は非常に少ない。
路線バス
JR木更津駅から日東交通・小湊鉄道により運行されている。比較的多くの本数があり、交通アクセスが便利である。
- 清見台団地線（日東交通・小湊鉄道の共同運行）
  - 木更津駅西口 - 朝日二丁目 - 高専前 - 清見台団地
  - 木更津駅東口 - 畳ヶ池 - 高専前 - 清見台団地
  - 木更津駅東口 - 太田 - 祇園小前 - 清見台団地

- 馬来田線（日東交通）
  - 木更津駅東口 - 清見台東 - 横田 - 馬来田駅前 - 茅野